# Angiografía cerebral
La angiografía cerebral es una forma de angiografía que proporciona imágenes de los vasos sanguíneos dentro y alrededor del cerebro, lo que permite la detección de anomalías como malformaciones arteriovenosas y aneurismas. Fue pionera en 1927 por el neurólogo portugués António Egas Moniz de la Universidad de Lisboa, quien también ayudó a desarrollar thorotrast (una suspensión que contiene partículas del compuesto radioactivo dióxido de torio, ThO2, que se utilizó como agente de contraste radiológico en radiografía médica) para su uso en el procedimiento.

## Descripción
Típicamente, se inserta un catéter en una arteria grande (como la arteria femoral) y se pasa a través del sistema circulatorio hasta la arteria carótida, donde se inyecta un agente de contraste. Se toman una serie de radiografías a medida que el agente de contraste se propaga a través del sistema arterial del cerebro, luego una segunda serie a medida que llega al sistema venoso.
Antes de la década de 1970, la técnica típica consistía en una punción con aguja directamente en la arteria carótida, como se muestra en la película de terror de 1973 El exorcista, que fue reemplazado por el método actual de enhebrar un catéter desde una arteria distante debido a complicaciones comunes causadas por un traumatismo en la arteria en el sitio de punción en el cuello (particularmente hematomas del cuello, con posible compromiso de la vía aérea).
Para algunas aplicaciones, la angiografía cerebral puede producir mejores imágenes que los métodos menos invasivos, como la angiografía por tomografía computarizada y la angiografía por resonancia magnética. 
Además, la angiografía cerebral permite que ciertos tratamientos se realicen de inmediato, según sus hallazgos. En las últimas décadas, la angiografía cerebral ha asumido una connotación terapéutica gracias a la elaboración de técnicas terapéuticas endovasculares.

La embolización (una técnica quirúrgica mínimamente invasiva) a lo largo del tiempo ha desempeñado un papel cada vez más importante en el tratamiento multimodal de malformaciones arteriovenosas cerebrales, facilitando el tratamiento microquirúrgico o radioquirúrgico posterior.
Otro tipo de tratamiento posible mediante angiografía (si las imágenes revelan un aneurisma) es la introducción de bobinas de metal a través del catéter ya colocado y maniobrado hacia el sitio del aneurisma; Con el tiempo, estas bobinas fomentan la formación de tejido conectivo en el sitio, fortaleciendo las paredes de los vasos.
En algunas jurisdicciones, se requiere angiografía cerebral para confirmar la muerte cerebral.
Antes de la aparición de las técnicas modernas de neuroimagen, como la resonancia magnética y la tomografía computarizada, a mediados de la década de 1970, las angiografías cerebrales se empleaban con frecuencia como una herramienta para inferir la existencia y ubicación de ciertos tipos de lesiones y hematomas al buscar el desplazamiento vascular secundario causado por la masa efecto relacionado con estas condiciones médicas. Este uso de la angiografía como herramienta de evaluación indirecta es hoy en día obsoleto ya que los métodos modernos de diagnóstico no invasivos están disponibles para obtener imágenes de muchos tipos de anomalías intracraneales primarias directamente. Sin embargo, todavía se usa ampliamente para evaluar varios tipos de patologías vasculares dentro del cráneo.